# Habenaria arietina
Habenaria arietina är en orkidéart som beskrevs av Joseph Dalton Hooker. Habenaria arietina ingår i släktet Habenaria och familjen orkidéer. Inga underarter finns listade i Catalogue of Life.